# Харпер, Том
Том Харпер (англ. Tom Harper, род. 7 января 1980, Лондон, Великобритания) — британский теле и кинорежиссёр. Номинант на премию BAFTA. Наиболее известные проекты — «Острые козырьки», «Война и мир», «Плохие», «Электрические сны Филипа К. Дика».

## Карьера
Том Харпер начал свою карьеру с создания короткометражных фильмов. В 2006 году он выступил автором сценария и режиссером короткометражки «Детеныши» (Cubs), которая была номинирована на премию BAFTA и получила Премию британского и независимого кино (BIFA). Позже Харпер становится режиссером ряда проектов, в числе которых фантастический сериал «Плохие», картина «Книга скаутов для мальчиков» (2009), мини-сериал «Это — Англия. Год 1986» (2011), гангстерская сага «Острые козырьки», а также фильм ужасов «Женщина в чёрном 2: Ангел смерти» с Фиби Фокс, Джереми Ирвином, Адрианом Роулинсом и Хелен Маккрори в главных ролях.
Съемки фильма «Книга скаутов для мальчиков» проходили в сентябре-октябре 2008 года. В 2014 году Харпер вновь объединяется со сценаристом Джеком Торном для работы над драмой «Военная книга», премьера которой состоялась на Лондонском кинофестивале, после чего она стала фильмом-открытия Роттердамского кинофестиваля. Фильм понравился критикам, а в издании The List его назвали «мощным, провокационным и неотъемлемым элементом современного британского кино». Харпер также был продюсером фильма.
В 2016 году Том Харпер выступил режиссером мини-сериала BBC «Война и мир» для BBC1 и The Weinstein Company, главные роли в котором исполнили Пол Дано, Лили Джеймс и Джеймс Нортон. Сериал получил восторженные отзывы, а также заработал высокие рейтинги и был номинирован на 6 премий BAFTA (в том числе как «Лучший драматический сериал»), победив в категории «Лучшая работа художника-постановщика». Следующим проектом Харпера стал пилотный эпизод телесериала «Сын», основанного на одноимённом романе Филиппа Майера, с Пирсом Броснаном в главной роли. Сериал был продлён на второй сезон в мае 2017 года.

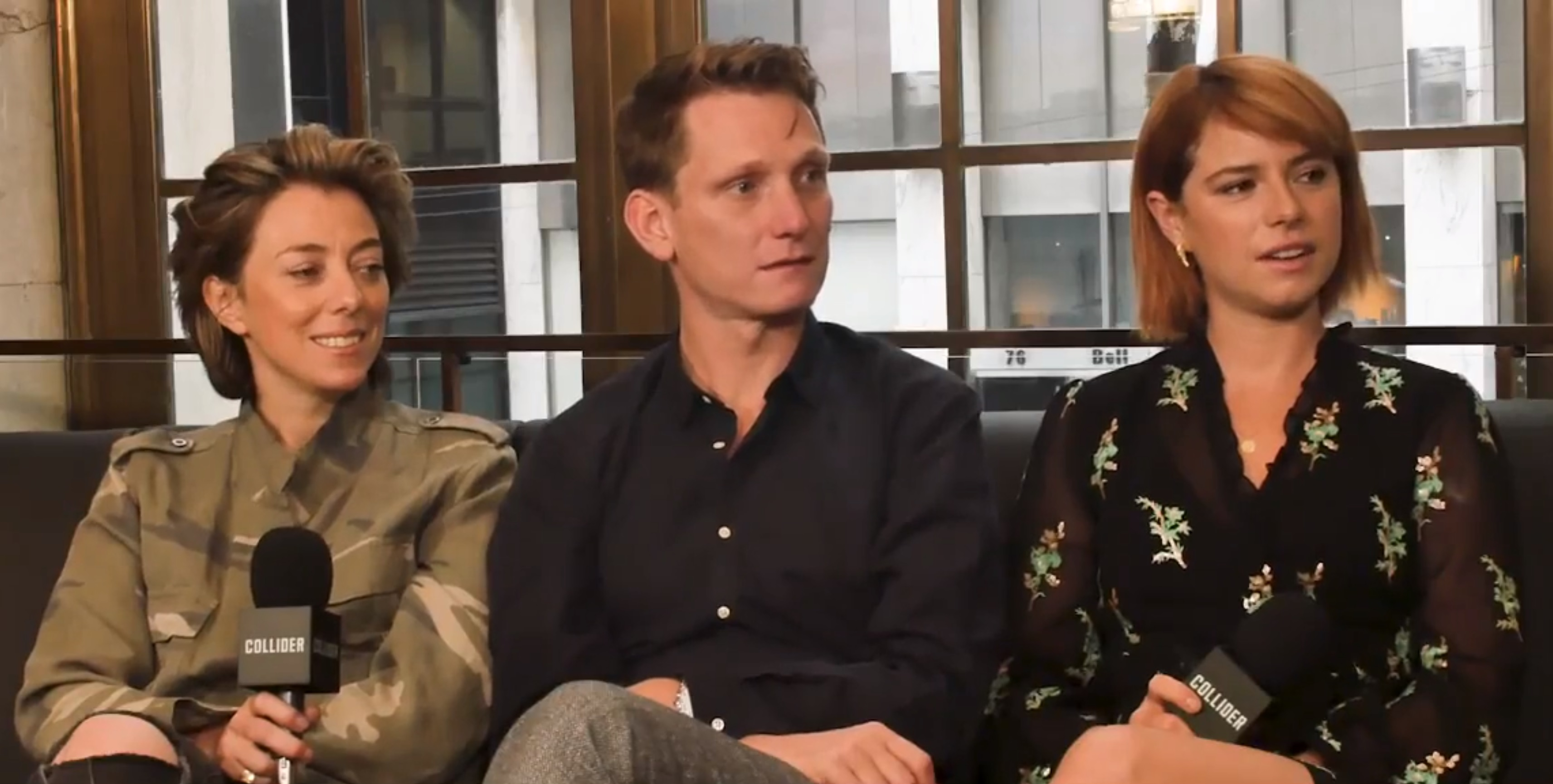
Джесси Бакли, Том Харпер и Николь Тейлор, 2018

В 2017-м Харпер снова работает в дуэте со сценаристом Джеком Торном, на этот раз над эпизодом сериала «Электрические сны Филипа К. Дика», получившем название «The commuter». Зрители назвали эпизод «шедевром» и лучшим в сезоне.
Съемки музыкальной драмы Тома Харпера «Дикая Роза» с Джесси Бакли в главной роли проходили в Глазго (Шотландия) и в Нэшвилле (США) летом 2017 года. Мировая премьера картины состоялась на Международном кинофестивале в Торонто.
Летом 2018 года начались съемки приключенческого экшна «Аэронавты», ставшего пятым совместным проектом Харпера и Торна. Фильм основан на знаменитом полете Джеймса Глейшера и Генри Коксвелла в 1862 году. В главных ролях в картине снялись Эдди Редмэйн и Фелисити Джонс. «Аэронавты» выйдут в российский прокат 5 декабря.

## Избранная фильмография
| Год       |   | Русское название                 | Оригинальное название                | Роль                                             |
| --------- | - | -------------------------------- | ------------------------------------ | ------------------------------------------------ |
| 2009—2010 | с | Плохие                           | Misfits                              | режиссёр (4 эпизода)                             |
| 2013      | с | Острые козырьки                  | Peaky Blinders                       | режиссёр (3 эпизода)                             |
| 2014      | ф | Женщина в чёрном 2: Ангел смерти | The Woman in Black 2: Angel of Death | режиссёр                                         |
| 2016      | с | Война и мир                      | War & Peace                          | режиссёр                                         |
| 2017      | с | Сын                              | The Son                              | режиссёр, продюсер (эпизод «First Son of Texas») |
| 2017      | с | Электрические сны Филипа К. Дика | Electric Dreams                      | режиссёр (эпизод «The Commuter»)                 |
| 2018      | ф | Дикая Роза                       | Wild Rose                            | режиссёр                                         |
| 2019      | ф | Аэронавты                        | The Aeronauts                        | режиссёр, сценарист (рассказ), продюсер          |
| 2023      | ф | Сердце Стоун                     | Heart of Stone                       | режиссёр                                         |